# ケネス・スヴァルタルヴ
ケネス・スヴァルタルヴ・スキブレック・ハルヴォルセン（Kenneth Svartalv Skibrek Halvorsen、1976年 - ）は、ノルウェーのブラックメタル・ミュージシャン。
1993年から1996年までゲヘナのメンバーとしてベースを担当していた。またAeternusとCarpe Tenebrumのメンバーでもあった。現在は、1993年から参加しているNocturnal BreedとAiwasというバンドのメンバーである。彼はサテリコンのセッションメンバーでもあった。2024年にゲヘナのメンバーとして復帰している。